# Década Internacional das Línguas Indígenas
A Década Internacional das Línguas Indígenas (DILI 2022-2032) é uma celebração organizada pelas Nações Unidas e liderada pela UNESCO. Seu objetivo é chamar a atenção para a situação crítica de muitas línguas indígenas em todo o mundo e mobilizar diferentes instituições, grupos e pessoas —bem como recursos para sua preservação, revitalização e promoção— para adotar medidas imediatas de salvaguarda.
A Assembleia Geral das Nações Unidas, por meio da resolução A/RES/74/135 de 18 de dezembro de 2019, estabeleceu o período entre 2022 e 2032 como a Década Internacional das Línguas Indígenas do Mundo. Foi um dos resultados da celebração do Ano Internacional das Línguas Indígenas e os princípios de atuação foram estabelecidos na Declaração de Pinos (Chapoltepek).

## Atividades por país

### Brasil
No Brasil, os povos indígenas protagonizaram o trabalho relacionado ao evento lançando seu Plano de Ação no qual define as áreas que  seu Grupo de Trabalho Nacional irão protagonizar durante essa e para além da década, o qual é composto pelo GT de Línguas Indígenas, Grupo de Trabalho do Português Indígena e o Grupo de Trabalho das Línguas Indígenas de Sinais - GT LIS.
As atividades começaram em 12 de outubro de 2022 com a inauguração da exposição Nhe'ē Porã: Memória e Transformação no Museu da Língua Portuguesa na cidade de São Paulo. A exposição teve curadoria dos indígenas artista, ativista, educadora e comunicadora Daiara Tukano. O nome da exposição em Guarani Mbyá se traduz como 'Boas palavras' ou 'Belas palavras' e é composta por duas palavras: Nhe'ẽ que significa espírito, sopro, vida, palavra , fala; e porã que significa bom, bonito. Nas palavras de Daiara Tukano, “o nome da exposição é um conceito dos povos Guarani que significa “boas palavras, bons pensamentos, bons sentimentos, palavras doces que vêm do coração para tocar o coração de cada pessoa”.